# Patung Yesus Memberkati
A Patung Yesus Memberkati (Áldást osztó Krisztus) Jézust ábrázoló műalkotás Manado városában, Celebesz szigetén, Indonéziában. Az 50 méter magas szobor egy 20 méteres talapzatból és a 30 méter magas Jézus-alakból áll.
2010-es állás szerint ez Ázsia második és a világ negyedik legmagasabb Krisztus-szobra (a talapzatot figyelmen kívül hagyva).
A 2007-ben befejezett szobor közel három évig épült. Az építési költség átszámítva mintegy 540.000 amerikai dollár volt.